# Prix international de biologie
Le Prix international de biologie est un prix annuel pour récompenser les importantes contributions à la biologie. Le prix a été créé en 1985 pour reconnaître à l'empereur du Japon Hirohito son intérêt de longue durée et l'aide qu'il a apporté aux sciences biologiques. La sélection et l'attribution du prix est géré par la société japonaise pour la promotion de la science. Le prix scientifique est attribué (10 millions de yens) et un colloque international sur les sciences de la zone de recherche est organisé. 

## Les bénéficiaires et leur champs d'étude
- 1985 - E.J.H. Corner - Systèmes de biologie et taxonomie
- 1986 - Peter H. Raven - Systèmes de biologie et taxonomie
- 1987 - John Gurdon - Biologie du développement
- 1988 - Motoo Kimura - Biologie des populations
- 1989 - Eric Denton - Biologie marine
- 1990 - Masakazu Konishi - Biologie
- 1991 - Marshall D. Hatch - Botanique fonctionnelle
- 1992 - Knut Schmidt-Nielsen - Physiologie et biochimie comparative
- 1993 - Edward O. Wilson - Écologie
- 1994 - Ernst Mayr - Systèmes de biologie et taxonomie
- 1995 - Ian Read Gibbons - Biologie cellulaire
- 1996 - Ryuzo Yanagimachi - Biologie de la reproduction
- 1997 - Elliot Martin Meyerowitz - Botanique
- 1998 - Otto Thomas Solbrig - Biologie de la diversité
- 1999 - Setsuro Ebashi - Physiologie animale
- 2000 - Seymour Benzer - Biologie du développement
- 2001 - Harry B. Whittington - Paléontologie
- 2002 - Masatoshi Nei - Biologie de l'évolution
- 2003 - Shinya Inoué - Biologie cellulaire
- 2004 - Thomas Cavalier-Smith - Systèmes de biologie et taxonomie
- 2005 - Nam-Hai Chua - Biologie structurelle, morphologie et morphogenèse
- 2006 - Serge Daan - Chronobiologie
- 2007 - David Swenson Hogness - Génétique
- 2008 - David Tilman - Écologie
- 2009 - Winslow Briggs - Botanique
- 2010 - Nancy A. Moran - Biologie de la symbiose
- 2011 - Eric H. Davidson - Biologie du développement
- 2012 - Joseph Altman - Neurobiologie
- 2013 - Joseph Felsenstein - Biologie de l'évolution
- 2014 - Peter Crane - Biologie de la diversité
- 2015 - Yoshinori Ohsumi - Cytologie
- 2016 - Stephen Hubbell - Écologie
- 2017 - Rita Colwell - Biologie marine
- 2018 - Andrew H. Knoll - Paléontologie
- 2019 - Naomi Pierce - Biologie des insectes
- 2020 - Kazuo Shinozaki - Biologie moléculaire des plantes
- 2021 - Timothy White- Biologie de l'évolution humaine
- 2022 - Katsumi Tsukamoto - Biologie des poissons